# Baskický nacionalismus

Baskická vlajka je jedním z baskických národních symbolů

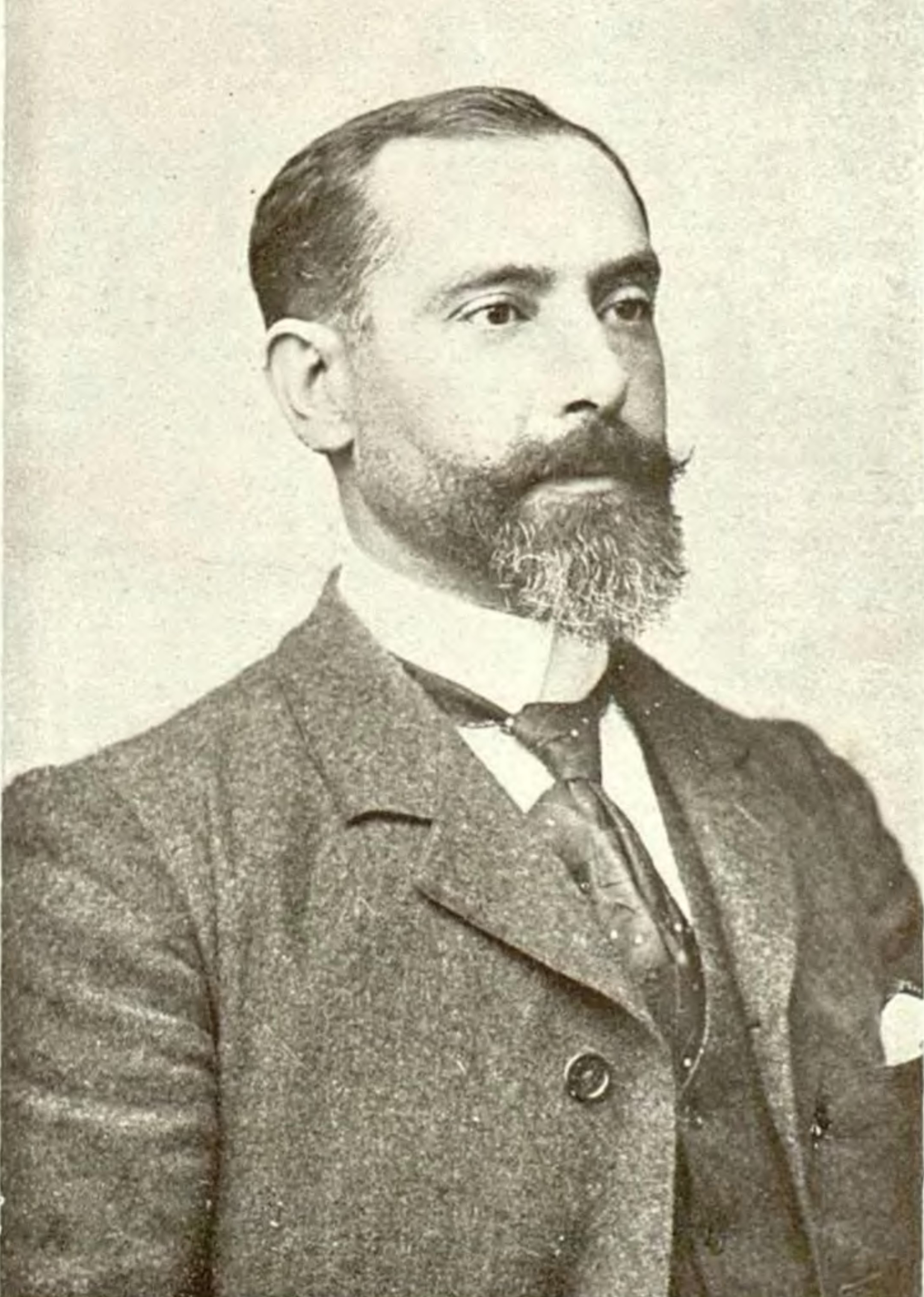
Sabin Arana je zakladatelem baskického nacionalismu

Ideologie Baskického nacionalismu (baskicky Euskal abertzaletasun) zahrnuje různé politicko-společenské směry, jejichž společnou charakteristikou je kladný národní, vlastenecký či nacionalistický postoj vůči baskickému národu, kultuře či politickému útvaru. Tato ideologie vychází z předpokladu, že Baskové jsou plnohodnotný národ, a usiluje o jejich politickou jednotu. Obvykle má separatistický charakter - vytvoření nezávislého baskického státu bývá hlavním cílem radikálních baskických nacionalistů.
Baskičtí nacionalisté se často opírají o skutečnost, že Baskové jsou autochtonní národ, který v Baskicku žil již před příchodem indoevropských národů.

## Historie

Baskické území nárokované baskickými nacionalistickými směry jako území pro baskický stát

Počátky baskického nacionalismu sahají až ke Karlismu a konci Ancien Régime. Za zakladatele moderního baskického nacionalismu je však tradičně považován národně smýšlející spisovatel a politik Sabin Arana. Ten roku 1895 založil Baskickou národní stranu, nejdéle působící a patrně nejvýznamnější baskické nacionalistické uskupení. Během diktatury Primo de Rivery byly baskické národní tendence utlumeny, avšak k výraznému útlaku baskické kultury jako takové nedocházelo.

Druhá Španělská republika znamenala krátký nádech svobody před nástupem kruté diktatury generála Franca. Ta přísně zakazovala jakékoliv projevy baskické kultury či národní příslušnosti. Porušování tohoto zákazu bylo tvrdě trestáno. Snahy frankistů potlačit projevy baskické národnosti nebyly úspěšné - režim dal naopak vzniknout odboji, jemuž jasně dominovala organisace Euskadi Ta Askatasuna (Baskicko a jeho svoboda, zkaratkou ETA), jejímž hlavním cílem bylo kromě svržení Frankova režimu vytvoření Euskal Herria - nezávislého baskického socialistického státu mezi Španělskem a Francií. Po pádu frankistického režimu, na němž měla i ETA svůj podíl, pokračovala ve své činnosti a byla označena za teroristickou organisaci. Po ukončení činnosti ETA se znovu otevřela debata o nezávislosti Baskicka provázená demonstracemi. Dnes je největší hybnou silou baskického nacionalismu Baskická národní strana.